# BAR 004
Der BAR 004 war ein Rennwagen des BAR-Honda-Teams. Zwei Wagen dieses Typs nahmen an allen 17 Rennen der Formel-1-Weltmeisterschaft 2002 teil.

## Hintergrund
Im Winter wurde Teamchef Craig Pollock durch David Richards ersetzt. Richards, vorgängig in der Rallye-Weltmeisterschaft und in der Formel 1 bei Benetton tätig, sollte dem Team zum Erfolg verhelfen. Wegen der Millionen Dollars von British American Tobacco (BAR) lag der ausbleibende Erfolg nicht an einem zu geringen Budget. Nachdem sich Richards eine Übersicht verschafft hatte, wurden Ingenieure, Designer und Techniker verschoben oder ersetzt. Um eine langjährige Planung zu sichern, handelte der neue Chef mit Motorenlieferant Honda einen exklusiven Dreijahresvertrag aus, gültig ab dem Jahr 2003. Die Zusammenarbeit mit Fahrer Jacques Villeneuve und Richards stellte sich als schwierig heraus, wie sich zeigte im fortlaufenden Jahr. Trotzdem unterschrieb Villeneuve auch für die kommende Saison.

## Technik
Mit dem Typ 004 hatte BAR einen Rennwagen gebaut, der um Weltmeisterschaftspunkte fahren konnte. Der 10-Zylinder-V-Motor mit einem Zylinderbankwinkel von 94 Grad hatte ein Gehäuse aus Aluminium und einen Hubraum von 2996,6 cm³. Mit einer Leistung von 614 kW (835 PS) und einer maximalen Drehzahl von 18.200/min gehörte er zu den Stärkeren seines Jahrgangs. Der Motor war 620 mm lang, 525 mm breit, 440 mm hoch und wog 96 kg. Die Elektronik und die Einspritzung lieferte Honda. Das von BAR/X-Trac hergestellte sequentielle Siebenganggetriebe war längs eingebaut und wurde halbautomatisch elektrohydraulisch geschaltet.
Das Monocoque-Fahrgestell bestand aus Sandwichplatten mit Wabenkern mit Deckschichten aus kohlenstofffaserverstärktem Kunststoff. Der Radstand betrug 3070 mm, die Spurweite 1440 mm und das Tankvolumen 133 Liter. Das Auto wog insgesamt 485 kg. Die Radaufhängungen mit Torsionsstabfedern hatten hinten und vorn zwei innenliegende Dämpfer, die über Schubstangen und Kipphebel betätigt wurden. Es wurden insgesamt neun Chassis gebaut. Technischer Direktor war Jock Clear.

## Fahrer
Für die Saison 2002 fuhr mit Jacques Villeneuve ein Weltmeister und mit Olivier Panis ein Grand-Prix-Sieger für das Team.

## Saison 2002
Das Qualifikationsduell Villeneuve gegen Panis endete mit 10:7. Bei 17 Doppeleinsätzen kam BAR 17 Mal ins Klassement. Dagegen stehen 17 Ausfälle wegen technischer Defekte und Unfällen. Bei möglichen 2180 Rennrunden fuhren die Autos 1482, was sie in der Zuverlässigkeitsstatistik auf den neunten Rang brachte. Mit 7 Weltmeisterschaftspunkten belegte BAR am Ende der Saison den achten Rang. Jacques Villeneuve belegte in der Weltmeisterschaft der Fahrer den 12. Rang mit vier Punkten und Olivier Panis Rang 14 mit drei Punkten.

## Lackierung und Sponsoring
Die Autos wurden weiß lackiert und mit den Sponsorenaufklebern der Zigarettenmarke Lucky Strike versehen. Dazu kamen die Startnummern 11 (Villeneuve) und die 12 (Panis).
Es werben außerdem Bridgestone, Sonax und Tiscali dem Fahrzeug.